# Tom Scavo

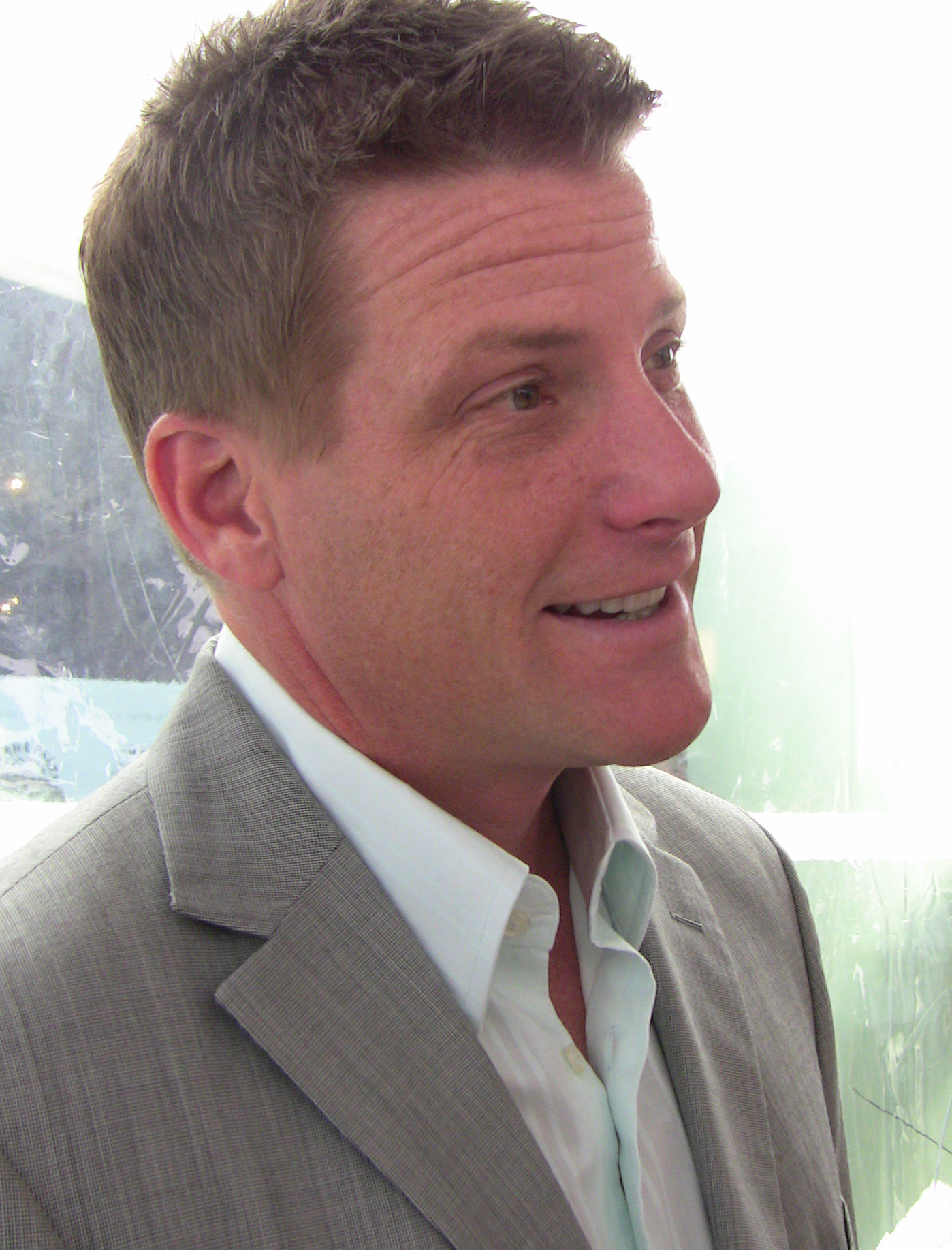
Doug Savant, de acteur die Tom Scavo speelt, in 2009

Tom Scavo is een personage uit de Amerikaanse televisieserie Desperate Housewives, gespeeld door Doug Savant.

## Verhaallijn
Tom is getrouwd met Lynette Lindquist, heeft 6 kinderen en is vaak van huis omwille van zijn beroep: hij is manager voor een groot reclamebureau en moet daarvoor vaak reizen. Lynette heeft het hier moeilijk mee: zij blijft thuis om voor de kinderen te zorgen, maar twee ervan hebben ADHD- wat Lynette gek maakt.
Als Tom kans maakt op een grote promotie, gaat Lynette achter Toms rug ertegen in: ze wil niet dat haar man nog meer van huis is en krijgt het zo geregeld dat Tom de promotie niet krijgt. Tom is dan zo kwaad dat hij beslist om thuis te blijven en te zorgen voor de kinderen, terwijl Lynette moet gaan werken.
Maar lang blijft Tom dit niet doen: als hij toegeeft dat hij ongelukkig is met de nieuwe situatie, gaat hij solliciteren op het kantoor waar ook Lynette werkt en mag er ook beginnen. Maar lang blijft hij er niet werken: hij wordt door herstructureringen ontslagen. Lynettes baas vertelt ook aan haar dat Tom een aantal vliegtuigtickets heeft omgeruild naar tickets voor 2 personen. Lynette volgt Tom en ziet hem bij een andere vrouw in huis: ze denkt dat hij vreemdgaat. Maar Tom heeft, voor hij Lynette leerde kennen, een onenightstand gehad met Nora Huntington, en daar is een dochter uit voortgekomen: Kayla.
Kayla en Nora verhuizen nu ook naar Fairview, wat Lynette gek maakt: Nora en Kayla proberen Tom helemaal in te palmen. Lynette waarschuwt Nora, maar die zet door: ze probeert op allerlei mogelijke manieren Tom bij Lynette weg te lokken. Maar Lynette slaat terug: ze gaan (via de rechtbank) voor het volledige ouderschap van Kayla. Nora is hier niet mee opgezet: ze confronteert Lynette hiermee in de supermarkt, waar net een overval aan de gang is. Nora wordt neergeschoten en Lynette zal nu voor Kayla moeten zorgen.
Tom heeft, na zijn afscheid van de reclamewereld, een nieuwe uitdaging gevonden: een eigen pizzeria. Hij probeert dit helemaal op zijn eentje uit te bouwen, maar moet toegeven aan Lynettes druk om er een familiezaak van te maken: zij neemt ontslag in het reclamebureau en begint als manager te werken in de pizzeria. Dit leidt tot spanningen: ze zijn het vaak niet eens en Lynette heeft het vaak moeilijk met het feit dat Tom de baas is. Maar wanneer Tom door zijn rug gaat en enkele weken moet platliggen, moet Lynette op zoek naar een nieuwe chef. Dat wordt Rick Coletti, een man die in veel meer dan alleen de pizzeria geïnteresseerd is: hij ziet ook wel wat in Lynette. Tom probeert Rick aan de kant te schuiven, maar die wil doorzetten met zijn pogingen Lynette te verleiden. Lynette geeft uiteindelijk toe dat ze wat voelt voor Rick, maar ontslaat hem direct erna: ze kan dit niet doen want ze heeft al een familie.
Maar hun huwelijk lijkt voorlopig gered: Lynette heeft kanker en Tom is nu de enige broodwinner van het gezin. Hij gaat terug als chef werken in zijn pizzeria...